# Río Anauco
El Río Anauco es un pequeño curso de agua que pasa por la ciudad de Caracas, el cual presenta un cierto caudal durante todo el año y aumentándolo durante la temporada lluviosa. Tiene su origen en la fila maestra de la Cordillera de la Costa en las cercanías de Boca de Tigre a una altitud de 1897 m s. n. m. dentro de los linderos del parque nacional El Ávila,  fluye de norte a sur, en la actualidad gran parte del de este río se halla embaulado desde la Avenida Panteón transcurriendo sus aguas bajo la ciudad de Caracas hasta su desembocadura en el río Guaire al oeste del Parque Los Caobos
Entre la Avenida Panteón y la Avenida México el curso embaulado del río sostiene un bulevar llamado Paseo Anauco.
Entre sus tributarios hallamos que su vertiente Oeste desembocan en el río Cotiza y las quebradas Coticitala y Caraballo. En lo que respecta a su vertiente Este se tiene que vierte sus aguas en el las quebradas Guayabal, Bosúa y el río Gamboa, este último actuando de colector de las aguas de la quebradas San Juan del Carmen, El Papelón y las Beatas. 